# Motornormatividade
Motornormatividade, ou motonormatividade (ou carbrain, em inglês) é um termo utilizado para descrever um viés cognitivo no qual se presume que a utilização e posse de automóveis para uso pessoal é uma norma social padrão.

## Origem do termo
O termo foi originalmente utilizado, de forma formal, pelo psicólogo Ian Walker e colegas num estudo de 2023.

## Descrição e significado
A motonormatividade não é um viés confinado apenas aos automobilistas, sendo sim uma característica das sociedades centradas no automóvel.
Walker argumentou que uma consequência da motornormatividade é que qualquer tentativa de reduzir o uso de automóveis numa sociedade não é vista de forma clara e objetiva, mas sendo sim interpretada como uma tentativa de restringir a liberdade pessoal.

## Exemplos
Walker citou certas campanhas de segurança rodoviária dirigidas a crianças como um exemplo da motonormatividade existente na sociedade: ao encorajar as crianças a utilizarem roupas com cores vivas e luminosas, de forma a evitar atroplamentos, essas campanhas ajudam a normalizar a ideia do trânsito motorizado como um perigo aceitável ao qual os outros se devem adaptar, de uma forma que noutros contextos seria considerada culpabilização da vítima.